# Estabilización de países frágiles

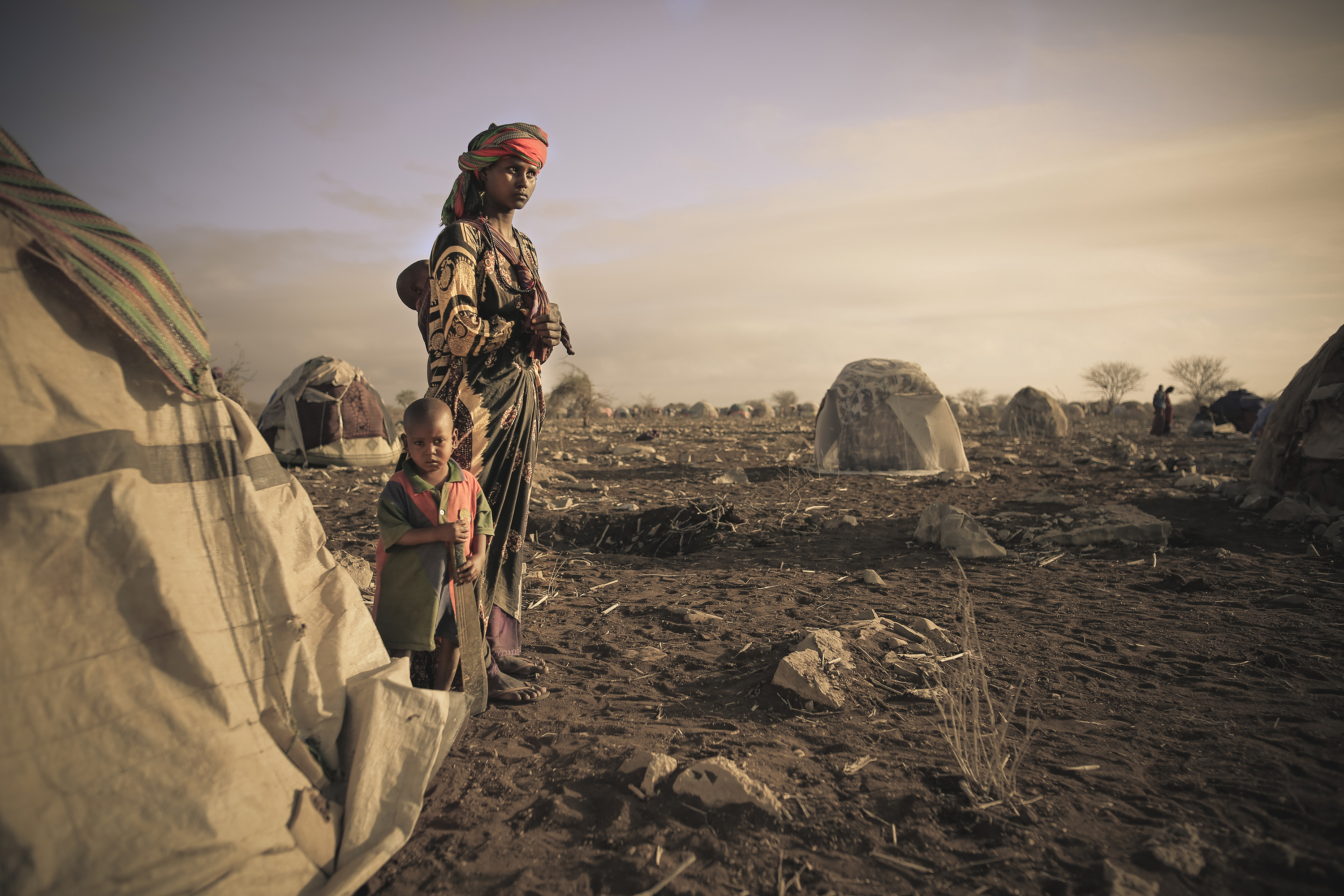
Día ventoso en Somalia, país frágil que la comunidad internacional ha intentado estabilizar

La estabilización de los países frágiles es un enfoque y un proceso para los países frágiles y los estados fallidos con el objetivo de disminuir los conflictos en ellos y proporcionar servicios básicos a la población. Tiene mucho en común con la construcción del Estado. La Organización para la Cooperación y el Desarrollo Económicos (OCDE) utiliza la expresión «de fragilidad a resiliencia» para describir el proceso de estabilización.
Los procesos de estabilización (en el sentido de la seguridad, no en el sentido económico) son un esfuerzo multisectorial que requiere diferentes acciones para asegurar las necesidades básicas de la población y apoyar la construcción del Estado. Estas acciones son adoptadas principalmente por los gobiernos occidentales y los actores del país afectado. A menudo implican una combinación de objetivos, recursos y actividades militares, políticas, de desarrollo y humanitarias para enfrentar las amenazas transnacionales y nacionales mediante la promoción de la seguridad a corto plazo.

## Lógica histórica para que la comunidad internacional se involucre en países frágiles
La estabilización de países con graves conflictos, tal como la articulan e implementan actualmente los Estados Unidos y otros gobiernos occidentales, se basa en el supuesto de que una gobernanza débil, la inestabilidad, los conflictos violentos, así como la pobreza y el subdesarrollo asociados, plantean una amenaza directa a sus intereses estratégicos y a la paz y la seguridad internacionales. Esto se debe a que las "islas de inestabilidad" son vistas como fuentes de inseguridad y contagio regional, particularmente en su asociación con el terrorismo internacional, la delincuencia transnacional y otras amenazas.
Si bien la estabilización está firmemente arraigada en las agendas de seguridad centradas en la reducción o eliminación de las amenazas percibidas, durante la década 2001-2010 la experiencia acumulada de intervención y compromiso internacional para poner fin a los conflictos y fomentar la paz y el desarrollo ha demostrado la necesidad de integrar las acciones militares, políticas, de desarrollo y humanitarias. 
En contextos tan diversos como Afganistán, Haití y Timor Oriental, la estabilización ha surgido, por tanto, como un instrumento clave de un proyecto más amplio de construcción de paz. Como tal, se extiende más allá de los objetivos de corto plazo o conservadores —que pretenden eliminar amenazas inmediatas o simplemente "estabilizar" temporalmente situaciones de crisis aguda— para actuar en diferentes esferas políticas con los objetivos a largo plazo de reducir la violencia y establecer las condiciones políticas y sociales necesarias para la recuperación, la reconstrucción, el desarrollo y una paz duradera.
Somalia, un Estado fallido sin un gobierno funcional y con la mayor parte del país controlado por insurgentes, es un ejemplo de esfuerzos de estabilización. Por temor a que Somalia se convierta en un refugio de terroristas y desestabilice así la región y amenace a la sociedad mundial, los actores internacionales han recurrido a la contrainsurgencia como estrategia de estabilización para eliminar a los insurgentes y hacer de Somalia un Estado resiliente en beneficio de los somalíes y la seguridad internacional.

## Dimensiones de las políticas de estabilización

### Seguridad, desarrollo y transformación institucional
La conexión entre seguridad y desarrollo es estrecha, pero compleja, y los actores internacionales humanitarios y de desarrollo que quieran mejorar la situación en países frágiles deben comprender y abordar las cuestiones de seguridad. A ese entendimiento han llegado donantes como el Departamento de Desarrollo Internacional (DFID, Reino Unido), la Organización de las Naciones Unidas, la Unión Europea y USAID. Todos ellos han participado en la reforma del sector de seguridad y en los esfuerzos por mejorar los sistemas nacionales de justicia, desde la República Democrática del Congo hasta Liberia, Sierra Leona y Timor Oriental.
Sin embargo, estos esfuerzos a menudo no han tenido demasiado éxito, porque a veces resulta difícil lograr un equilibrio entre seguridad y desarrollo. El Gobierno del Reino Unido apoyó reformas en Sierra Leona según el principio de "seguridad primero" durante la década 2001-2010, lo que se cree mejoró la seguridad, aumentó el acceso a la justicia y su calidad, disminuyó la corrupción y reformó positivamente el funcionariado. Desde el final en 2002 de la guerra civil de Sierra Leona, no ha habido ningún episodio de violencia importante. En 2007 se celebraron elecciones pacíficas y ha habido suficiente estabilidad para ayudar a construir instituciones sostenibles. No obstante, Sierra Leona sufre un grave subdesarrollo y ocupó el antepenúltimo lugar en el Índice de Desarrollo Humano de las Naciones Unidas 2010. Esto ha creado frustración y decepción entre la generación más joven y plantea un riesgo significativo de retorno a la violencia.

### El papel de los actores informales y la naturaleza cambiante de la violencia
La violencia no termina simplemente con la firma de un tratado de paz, y a menudo las tasas de violencia criminal y violencia contra la mujer han aumentado después. Abordar los problemas nacionales que llevaron al conflicto o que podrían desencadenarlo nuevamente y los esfuerzos para mejorar la capacidad de seguridad del propio Estado son solo 2 factores para lograr la seguridad de los ciudadanos y la cohesión social.
El propio proceso de paz puede generar inseguridad, ya que la desmovilización de los grupos armados deja a individuos armados, socialmente excluidos y frustrados con la posibilidad de continuar la violencia informalmente. La inseguridad puede verse incrementada por actores informales, así como por factores regionales e internacionales de inestabilidad, como la delincuencia organizada, el narcotráfico y el tráfico de armas.
La capacidad del crimen organizado para socavar la autoridad estatal y la aplicación de las leyes básicas es bien conocida en América Latina. En Guatemala, la impunidad garantizada como parte del proceso de paz desde 1996, luego de una guerra civil de 30 años, ha permitido a exmiembros del aparato de seguridad del Estado a cargo de la represión nuevas oportunidades para la actividad criminal. México sufre niveles críticos de violencia relacionada con las drogas que han llevado a más de 10 000 asesinatos por los cárteles en 2010, frente a poco menos de 6 600 en 2009; las bandas a menudo controlan más recursos que el Estado. La construcción de relaciones y confianza entre el Estado y la sociedad es fundamental para el proceso de lucha contra esa violencia.

### La dimensión política
Cada Estado y sociedad que emerge de un conflicto tiene su propia interacción específica de factores de inseguridad a nivel subnacional, nacional, regional e internacional, y una participación internacional eficaz en los países frágiles requiere una comprensión integral de la política local. La economía política (distinta de la política económica) y la teoría del conflicto se utilizan cada vez más como punto de partida para las estrategias humanitarias y de desarrollo. 
Para lograr soluciones políticas inclusivas a los conflictos es necesario llegar a acuerdos entre las élites y los ciudadanos de a pie. Este proceso puede complicarse no solo por el interés de determinados grupos en continuar el conflicto y por el hecho de que actuaciones de las élites pueden estar en el origen del conflicto (por ejemplo, al marginar a determinados grupos de su electorado), sino también por el hecho de que se necesitan líderes políticos clave para garantizar un diálogo eficaz (más tipo Nelson Mandela que tipo Benjamin Netanyahu). La estabilización no es un proceso lineal que va del conflicto a la paz, sino uno largo y extenso que se caracteriza por luchas de poder y negociaciones entre las élites. Las elecciones y el desarrollo de instituciones democráticas necesitan un tiempo prolongado para conseguir partidos políticos funcionales y comisiones electorales independientes. En consecuencia, las expectativas de la comunidad internacional sobre victorias rápidas o reformas de gobernanza "ideales" deben moderarse.
El proceso de estabilización de los Estados frágiles suele estar vinculado con mejorar la gobernanza y la prestación de servicios públicos. Los países que salen de un conflicto enfrentan mayores desafíos en la prestación de servicios públicos y buena gobernanza debido a la menor capacidad estatal para implementar reformas, la ausencia de capital humano, la presencia de organizaciones donantes y los sistemas de gobierno local heredados. 
Por ejemplo, en Sierra Leona, tras un conflicto, la prestación de servicios públicos no se llevó a cabo mediante los débiles mecanismos nacionales, sino mediante proyectos de ayuda liderados por donantes en campos como la sanidad. Se forman entonces instituciones paralelas, pero siempre temporales, dependientes de la voluntad de los donantes, mientras que las instituciones nacionales languidecen y los ciudadanos afectados no pueden pedir cuentas (porque los responsables del servicio no son sus representantes, sino extranjeros).
Las estructuras de gobernanza previas al conflicto con autoridad tradicional o administrativa, como el control ejercido por los señores de la guerra afganos, históricamente debilitan la prestación de servicios públicos y la buena gobernanza en las regiones locales con una brecha de iure-de facto. Alternativamente, los intentos internacionales bienintencionados de permitir un buen gobierno pueden ser manipulados por los regímenes gobernantes para potencialmente provocar más desorden hacia los vecinos y los ciudadanos.